# Боймук Наталія Григорівна
Ната́лія Григо́рівна Бойму́к (7 грудня 1982 року, Шептицький) – актриса театру і кіно, викладачка сценічної мови в ЛНУ ім. І.Франка, письменниця, заслужена артистка України

## Життєпис
Народилася 7 грудня в місті Шептицький та провела дитинство у селищі Локачі, що у Волинській області.  
Закінчила Львівський Національний Університет імені Івана Франка за спеціальністю акторка театру та кіно, курс народної артистки України Таїсії Литвиненко.
З 2004 року працює акторкою в Національному академічному українському драматичному театрі імені Марії Заньковецької.
В 2021 році починає працювати викладачкою сценічної мови в Львівському національному університеті імені Івана Франка. Працює зі студентами курсу Богдана Ревкевича. 

## Робота в театрі
- «Закон» В. Винниченко – Люда
- «Валентин і Валентина» М. Рощин – Валентина
- «Дім з мезоніном» А. Чехов – Місюсь
- «Журавлине пір’ячко» Д. Кіносіта – Цу
- «Мріє, не зрадь» Леся Українка – мавка
- «Пітер Пен» Д. Баррі – Венді
- «Запрошення в замок» Ж. Ануй – Діана
- «Сільва» І. Кальман – Стассі
- «Два дні… Дві ночі…» Б. Ревкевич за «Ромео і Джульєтта» В. Шекспіра – ангел, забіяка
- «Суботня вечеря» Шолом-Алейхем – Годл
- «Дама з камеліями» А. Дюма (син) – Нішетта
- «Безіменна зірка» М. Себастьян – Невідома
- «Бояриня» Леся Українка – сестра Степанова
- «Сватання на Гончарівці» Г. Квітка-Основ’яненко – Уляна
- «Небилиці про Івана…» І. Миколайчук – Молода газдиня
- «Полліанна» Е. Портер – Полліанна
- «Віяло леді Віндермір» О. Уайльд – Леді Віндермір
- «Катерина» Т. Шевченко – Катерина
- «Шаріка» Я. Барнич – Лідія
- «Безодня» Орест Огородник – Іра
- «Різдвяна ніч» М.Старицький – Оксана
- «По щучому велінню…» М. Кропивницький – принцеса
- «Труффальдіно з Бергамо» Карло Ґольдоні – Змеральдіна
- «Фредерік або Бульвар злочинів» Е. Е. Шмітт – Береніка
- «До тебе в сни…» Анастасія Дмитрук, Ліна Костенко – Жінка
- «#Антонич_ ми» Наталія Боймук – Софія;
- «Конотопська відьма» Г. Квітка-Основ’яненко – Олена

- «Кассандра» Л. Українка – Поліксена
- «Буна» В. Маковій – Орися
- «#Україна. Майдан. Пам’ятаємо!» Наталія Боймук – солістка
- «Микита Кожум’яка» О. Олесь – Князівна
- «Полісянка» О. Огородник – Уляна
- «П’ять пісень Полісся» Л. Тимошенко – Сафонівна; Віка
- «Львівське танго» А. Бондаренко, Н. Боймук – Рена
- «Тільки у Львові!» Наталія Боймук – солісти
- «Життя прекрасне» Ф. Строппель – Конні
- «Вороги. Історія любові» І. Башевіс Зінгер – нацистка
- «Valse melancolique» О. Кобилянська – Софія
- «Дами і гусари» А. Фредро – Фрузя
- «Якось на Святвечір» Наталія Боймук – колядниця
- «Жадан. Я буду твоїми очима» за творами С. Жадана – персонаж

## Фільмографія
«Хроніка Української Повстанської Армії 1942-1954» (2014), режисер Т. Химич
«Сліпий» (2017), режисер Б. Ревкевич – Ярина

## Дискографія
| Рік  | Назва |
| ---- | ----- |
| 2021 | Лети  |
| 2023 | Весна |

## Нагороди
2007 рік – «Краща жіноча роль» Міжнародного театрального фестивалю «Слов’янський вінець», м. Москва, вистава «Дім з мезоніном» А. Чехова, роль Місюсь (режисерка – народна артистка України Алла Бабенко);
2007 рік – перемога у номінації «Краща головна жіноча роль» на Фестивалі молодої режисури «Тернопільські театральні вечори. Дебют» – роль Невідомої у виставі «Безіменна зірка» М. Себастьяна (режисер Богдан Ревкевич);
2012 рік – перемога у номінації «Краща головна жіноча роль» на Фестивалі молодої режисури «Тернопільські театральні вечори. Дебют» – роль Полліанни у виставі «Полліанна» Е. Портер (режисер Богдан Ревкевич).
2021 рік – присвоєно звання Заслужена артистка України